# Sjundeå kyrkliga samfällighet
Sjundeå kyrkliga samfällighet ligger i Sjundeå kommun i Nyland i Finland. Sjundeå svenska församling och Siuntion suomalainen seurakunta (Sjundeå finska församling) bildar tillsammans Sjundeå kyrkliga samfällighet. År 1998 beslutade kyrkostyrelsen att Sjundeå församling delas i två på språkliga grunder och år 2000 blev delningen ett faktum. Då grundades också Sjundeå kyrkliga samfälligheten.

## Historia och administration
Sjundeå kyrkliga samfällighet tillhör Evangelisk-Lutherska Kyrkan i Finland och den har hand om de gemensamma tjänsterna, församlingskansliet, ekonomikansliet, gravgården och fastigheterna. Verksamheten sker på svenska och finska. Fram till 2004 tillhörde samfälligheten Helsingfors stift. Från och med 2004 har samfälligheten hört till Esbo stift.
Kyrklig samfällighet är ett juridiskt organ och år 2024 hade den sex medarbetare. Samfälligheten leddes av ekonomichef Ingeborg Malm från och med 2000. Innan delningen av Sjundeå församling arbetade Malm som den odelade församlingens ekonomichef för över 20 år. Malm gick till pension i 2025. Det högsta beslutande organet i en kyrklig samfällighet är det gemensamma kyrkofullmäktige, vars medlemmar väljs i församlingsvalet. I Sjundeå består det gemensamma kyrkofullmäktige av 14 ledamöter.
Sjundeå kyrkliga samfällighet har beslutat att inleda ett samarbete med Kyrkslätts kyrkliga samfällighet i september 2025, där Sjundeå kyrkliga samfällighet kommer att köpa lagstadgade tjänster från Kyrkslätts kyrkliga samfällighet. Därmed kommer Sjundeå kyrkliga samfällighet inte att anställa en ny ekonomichef, eftersom ekonomitjänsterna framöver köps från Kyrkslätt. Samarbetet innebär dock inte en sammanslagning av kyrkliga samfälligheter, och i framtiden kommer ett självständigt Sjundeå kyrkliga samfällighet fortsatt att verka, bestående av Sjundeå finska församling och Sjundeå svenska församling.

## Medlemsantalet
Medlemsantalet i Sjundeå församlingar har minskat under 2000-talet.
I slutet av år 2009 hade församlingarna tillsammans 4710 medlemmar, varav 3057 tillhörde Sjundeå finska församling och 1653 Sjundeå svenska församling. År 2020 hade medlemsantalet sjunkit till 4055, där den finska församlingen hade 2661 medlemmar och den svenska 1394. Då motsvarade finska församlingens medlemsantal cirka 64 % av Sjundeå kommuns finskspråkiga befolkning, medan svenska församlingens medlemsantal utgjorde cirka 80 % av kommunens svenskspråkiga invånare.
År 2024 meddelade Sjundeå kyrkliga samfällighet att det totala medlemsantalet var 3733. Sjundeå finska församling hade 2460 medlemmar, vilket motsvarade cirka 60 % av Sjundeås finskspråkiga befolkning, medan den svenska församlingen hade 1273 medlemmar, vilket motsvarade 78 % av kommunens svenskspråkiga befolkning.

## Fastigheter

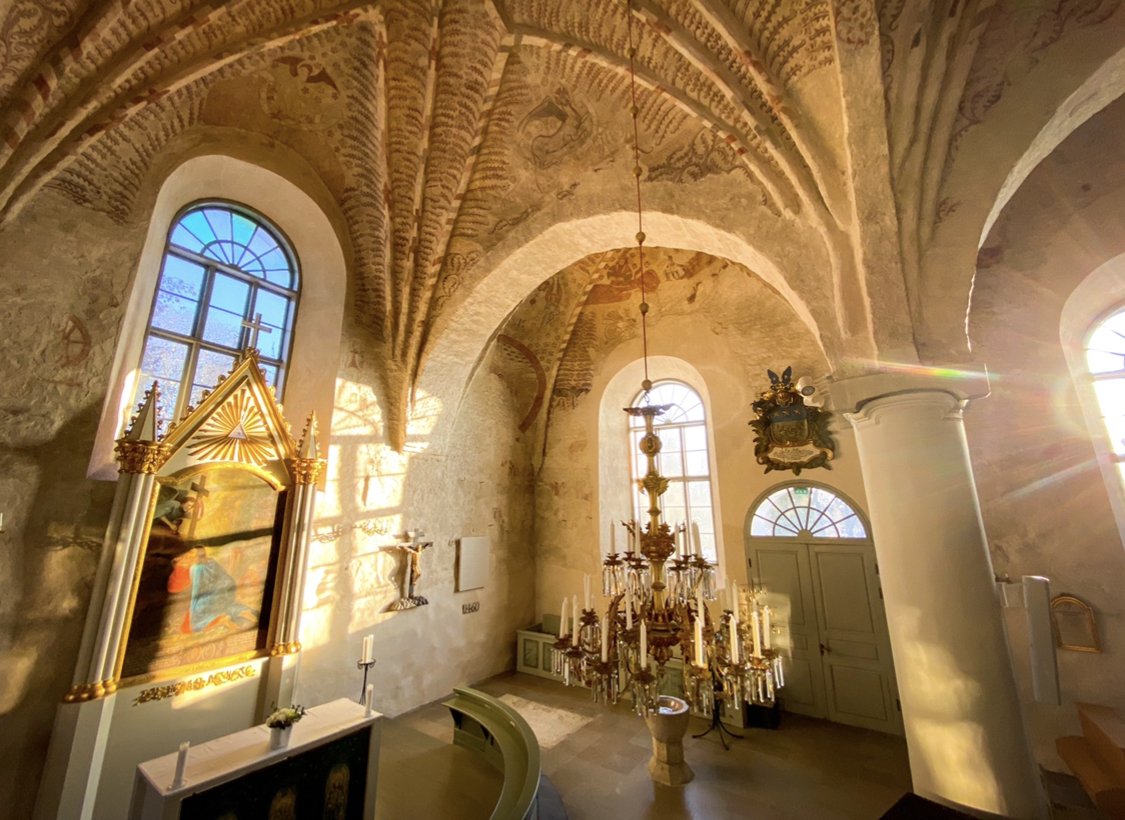
Sjundeå S:t Petri kyrkas altare.

Lista över fastigheter som Sjundeå kyrkliga samfällighet äger:
- Sjundeå S:t Petri kyrka
- Sjundeå begravningsplats
- Sjundeå församlingshem
- Capella
- Backa Lillgård
- Friden
- Lugnet
- Sjundeå avskedsrum

Sjundeå kyrkliga samfällighet har även grundat flera naturskyddsområden på mark som samfälligheten äger, så som Luntobergets, Kilsbergets och Vikträsk-Ormträskets naturskyddsområden.

## Ledning
Samfälligheten leddes av ekonomichefen. Lista över ekonomichefer i Sjundeå kyrkliga samfällighet:
- Ingeborg Malm, 2000-2025 [5]